# Attivazione del Catasto Terreni
L'attivazione del catasto terreni è la procedura necessaria ad avviare il funzionamento delle operazioni geometriche professionali.
La procedura consiste nella stesura (in duplice copia) ed approvazione degli atti fondamentali, che nella versione originaria sono:
- La mappa particellare;
- La tavola censuaria;
- Il registro delle partite;
- Il prontuario dei numeri da mappa;
- Lo schedario dei possessori.

Le versioni originali dei documenti vengono archiviate presso l'ufficio tecnico erariale del capoluogo di provincia interessato.

## Mappa particellare
La mappa particellare che contiene le informazioni geometriche fornite dal Catasto, è un organo cartografico statale con rigoroso valore documentale, essa è costituita da una serie di fogli che rappresentano il territorio comunale. Esistono le seguenti versioni della mappa:
- Mappa originale d'impianto che è l'esemplare originale disegnato su carta forte e sottratto al corrente uso, non è mai aggiornato ma ha il pregio di essere ben conservato;
- Matrice che è una riproduzione su carta lucida della mappa originale e serve per il corrente uso, essa viene aggiornata periodicamente;
- Mappa di visura che è una copia della matrice fatta su carta opaca resistente e serve alla consultazione, viene aggiornata per le operazioni di conservazione, le mappe di misura usurate vengono archiviate e costituiscono i fogli di mappa archiviati che servono per le ricerche storiche;
- Canapine che sono copie della matrice destinate alla vendita al pubblico e il loro aggiornamento corrisponde a quello della matrice;

## Tavola censuaria
Tavola censuaria o schedario delle particelle che è l'inventario del Catasto in cui nella prima parte vi è tutto l'elenco delle qualità e classi del comune e nella seconda sono indicate tutte le particelle del comune;

## Schedario delle partite
Registro o schedario delle partite che è il libro maestro del catasto terreni in cui ogni scheda è intestata a una ditta ed ognuna è contrassegnata da un numero di partita. La ditta è costituita da uno o più intestati, titolari degli stessi diritti su tutte le particelle in carico. Le prime sei parti sono partite speciali non assoggettabili ad imposta le altre sono partite ordinarie. Le partite speciali sono le seguenti:
- Partita 0 – Elenco dei numeri di mappa soppressi;
- Partita 1 – Aree di enti urbani e promiscui;
- Partita 2 – Accessori comuni ad enti rurali o ad enti rurali ed urbani;
- Partita 3 – Aree di fabbricati rurali o urbani da accertare divisi in subalterni;
- Partita 4 – Acque esenti da estimo;
- Partita 5 – Strade pubbliche;

## Schedario dei possessori
Schedario dei possessori o elenco degli intestati che è l'elenco in ordine alfabetico dei possessori del comune.

## Prontuario
Prontuario dei numeri di mappa che è un documento che riporta l'ordine numerico progressivo di tutte le particelle del comune e accanto ad ognuna il numero della partita alla quale la particella era caricata.